# Kapala inexagens
Kapala inexagens är en stekelart som först beskrevs av Walker 1862.  Kapala inexagens ingår i släktet Kapala och familjen Eucharitidae. Inga underarter finns listade i Catalogue of Life.